# Иванова, Валерия Викторовна
Вале́рия Ви́кторовна Иванова (род. 15 апреля 1995, Тюмень), урождённая Павлова — российская хоккеистка, нападающая «Бирюсы» и сборной России.

## Карьера
Начинала карьеру в команде «Тюменские лисицы» (Тюмень). C 2014 года — игрок красноярской «Бирюсы». Бронзовый призер чемпионата России (2016).
В 2011 году становится чемпионкой мира в Дивизионе-I (U18).
В 2013 и 2016 году становится бронзовым призёром чемпионата мира. Мастер спорта России международного класса (2013).
Чемпион Универсиады 2015 года.
Участница Олимпиады 2018 года.